# Ліндер Йосип Борисович
Йосип Ліндер Борисович (нар. 1 березня 1960, Москва ) — російськомовний письменник, Член Союзу письменників Росії, дійсний член (академік) ; дійсний член Нью-Йоркська академія наук; член-кореспондент Академії економічних наук і підприємницької діяльності Росії; професор Академії міжнародного ділового співробітництва; доктор юриспруденції, магістр ділового адміністрування; з 1995 р. - декан факультету Академії міжнародного ділового співробітництва. Спадковий російський розвідник, співробітник Першого головного управління КДБ СРСР, країна проф. інтересів - Японія. 

## Вибрані твори
- Гриф "Секретно". Без права на славу ISBN 978-5-386-02811-4; 2011
- Диверсанти. Легенда Лубянки - Павло Судоплатов[4] ISBN 978-5-386-00344-9; 2008
- Диверсанти. Легенда Лубянки - Яків Серебрянський[5] ISBN 978-5-386-02669-1; 2011
- Червона павутина. Таємниці розвідки Комінтерну. 1919-1943 ISBN 5-7905-3866-5; 2005
- Секрети операції "Бумеранг"[6] ISBN 978-5-386-01776-7; 2010
- Записки розумного авантюриста.[7] Задзеркаллі спецслужб[8] ISBN 978-5-386-01807-8; 2010
- Спецслужби світу за 500 років[8] ISBN 978-5-386-05282-9; 2013
- Спецслужби Росії за 1000 років[9] ISBN 978-5-386-00479-8; 2008р.
- Історія спеціальних служб Росії X - XX століть ISBN 5-7905-4340-5; 2006
- Озброєна безпеку. Практичний посібник для співробітників спецслужб[10] ISBN 978-5-386-01103-1; 2009
- Сучасна розвідка і шпигунство ISBN 978-5-386-02311-9; 2010
- Загадка для Гіммлера. Офіцери СМЕРШ в Абвер і СД ISBN 978-5-7905-4293-0; 2008
- "Несостоявшаяся" відрядження ISBN 5-89682-035-3; 2000
- Стрибок самурая[11] ISBN 978-5-386-00966-3; 2008
- Діалог про бойові мистецтва Сходу ISBN 5-235-01522-3; 1990
- Зупини зброю ISBN 5-09-003625-X; 1991
- Бойові мистецтва Сходу. Маленькі секрети великих шкіл ISBN 5-86305-001-2; 1992
- Кобудо. Уроки майстра ISBN 5-7905-3949-1; 2005
- Джиу-джитсу - зброя спецслужб. Шлях до перемоги[12] ISBN 978-5-386-00561-0; 2008
- Реальність перемоги. Ведення бою з одним та кількома противниками. Джиу-джитсу, карате, рукопашний бій[13] ISBN 978-5-386-00213-8 2007
- Подарунок справжньому чоловікові. Активна самооборона ISBN 5-7905-3982-3; 2008
- Подарунок моєму улюбленому захиснику (комплект з 3 книг) ISBN 978-5-7905-4918-2; 2005
- Озброєна безпеку. Практичний посібник для співробітників спецслужб ISBN 978-5-386-01103-1; 2009